# إلين كاستيلو
إلين كاستيلو (بالإنجليزية: Elaine Castillo) هي كاتِبة أمريكية، ولدت في 1984 في ميلبيتاس في الولايات المتحدة.